# Нові Велідники
Но́ві Велідники (колишня назва — Велідники) — село в Україні, у Словечанській сільській громаді Коростенського району Житомирської області. Населення становить 783 особи.

## Географія
Село розташовано на Словечансько-Овруцькому кряжі.
Селом протікає річка Іллімка, ліва притока Норину.

## Історія
У 1906 році Веледники, містечко Норинської волості Овруцького повіту Волинської губернії. Відстань від повітового міста 25 верст, від волості 10. Дворів 83, мешканців 479.
У селі мешкав Ісраель Дов Бер (Ісраель Велідникер), охель (могила) якого є тепер місцем паломництва хасидів